# Zuzzu
Zuzzu va ser un rei hitita, probablement l'últim rei de la ciutat de Kanesh (Kaniš o Kanesh). Portava el títol de rubaum i gran rei d'Alahzina. S'ha trobat un segell d'aquest rei. El seu rabi simmiltim (cap de la cort) es deia Ištar-ibra i seguint el costum era probablement el seu fill.
Uns anys abans, Kanesh era una de les principals ciutats de l'Imperi Hitita (Imperi Hitita Antic) i el rei Anitta la va convertir en la seva capital. Probablement cap al final del seu regnat, el rei de Salatiwara o Šalatiwara va destruir la ciutat. Amb Kanesh va desaparèixer la darrera colònia comercial assíria (karum) a Anatòlia. La capital hitita es va traslladar a Hattusa.